# Cassagnes (Pyrénées-Orientales)
Cassagnes (okzitanisch Cassanhas; katalanisch Cassanyes) ist ein Ort und eine südfranzösische Gemeinde mit 290 Einwohnern (Stand: 1. Januar 2022) im heutigen Département Pyrénées-Orientales in der Region Okzitanien. Die Gemeinde gehört zum Arrondissement Perpignan und zum Kanton La Vallée de l’Agly (bis 2015: Kanton Latour-de-France). Die Einwohner werden Cassagnols genannt.

## Geografie
Cassagnes liegt etwa 22 Kilometer westnordwestlich von Perpignan im Fenouillèdes. Der aufgestaute Fluss Agly reicht mit seinem See Lac de Caramany in das westliche Gemeindegebiet hinein. Das Gemeindegebiet ist Teil des Regionalen Naturparks Corbières-Fenouillèdes. Umgeben wird Cassagnes von den Nachbargemeinden Rasiguères im Norden und Nordwesten, Planèzes im Norden, Latour-de-France im Norden und Nordosten, Montner im Osten, Bélesta im Süden sowie Caramany im Westen.
Die Weinbaugebiete Rivesaltes und Côtes du Roussillon berühren das Gemeindegebiet.

## Bevölkerungsentwicklung
| Jahr                       | 1800 | 1851 | 1901 | 1954 | 1962 | 1968 | 1975 | 1982 | 1990 | 1999 | 2006 | 2017 |
| Einwohner                  | 277  | 365  | 387  | 312  | 288  | 267  | 203  | 188  | 179  | 199  | 228  | 267  |
| Quellen: Cassini und INSEE |      |      |      |      |      |      |      |      |      |      |      |      |

## Sehenswürdigkeiten
- romanische Kirche Notre-Dame-de-l'Assomption
- vorromanische Kirche Saint-Cyprien
- Schloss Cuxous aus dem 14. Jahrhundert, seit 1996 Monument historique
- befestigtes Tor aus dem 13./14. Jahrhundert

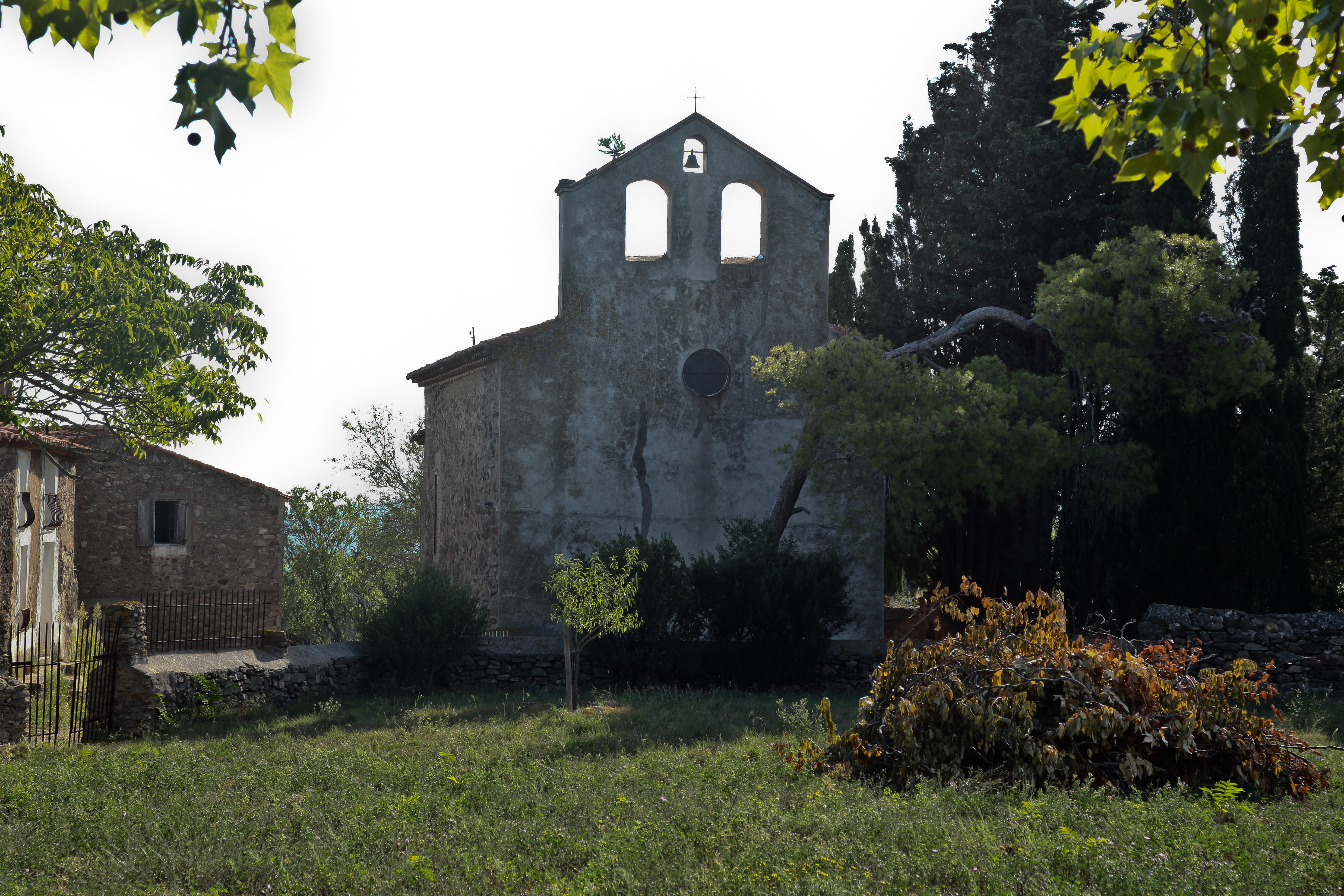
Kirche
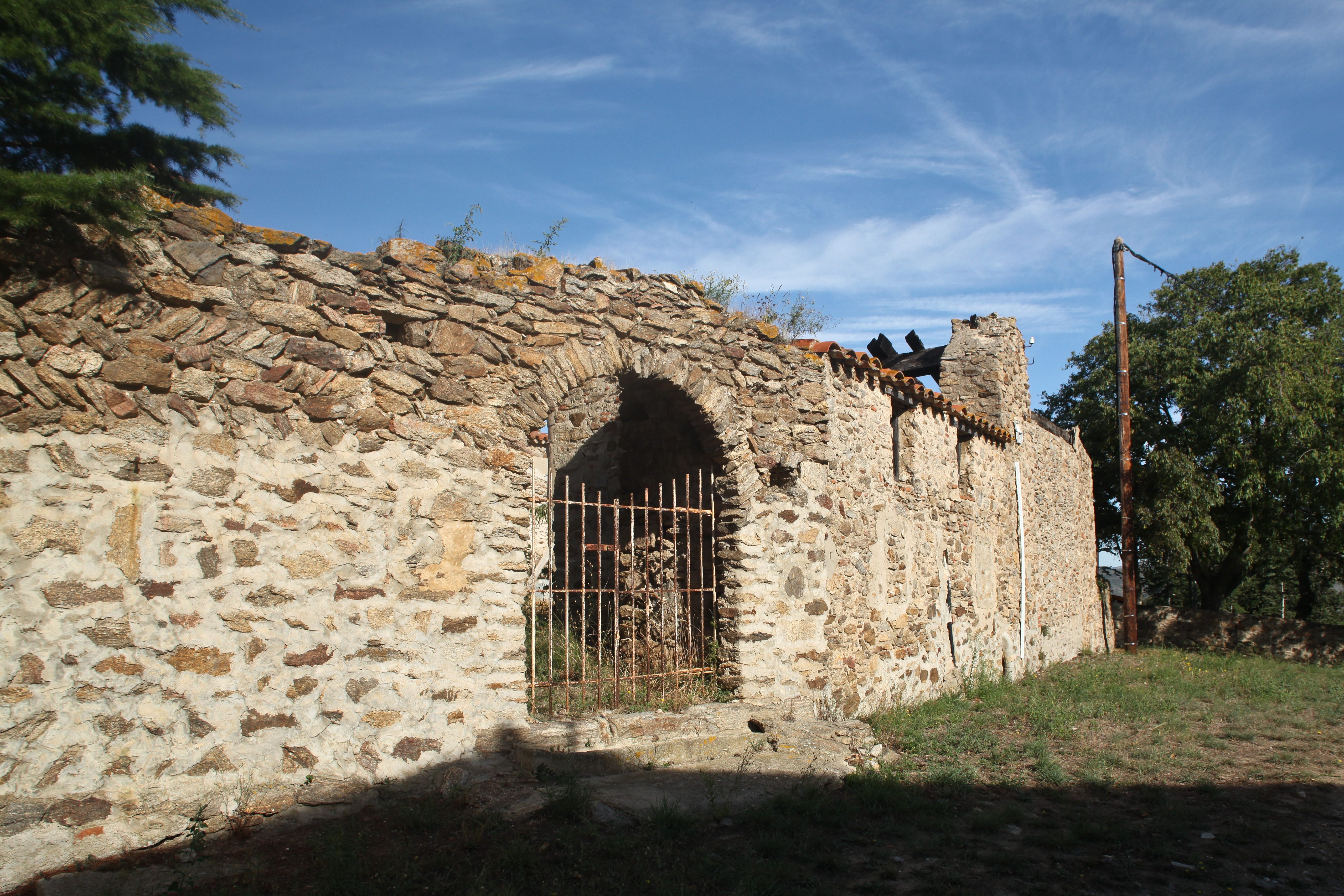
Tor